# イヤなイヤなイヤな奴
「イヤなイヤなイヤな奴」（イヤなイヤなイヤなやつ）は、藤子・F・不二雄（発表時は藤子不二雄名義）の読切漫画作品。1973年（昭和48年）『ビッグコミック』4月10日号に掲載された。ゴールデンコミックス『異色短編集』第4巻などのSF短編集に収録されている。

## あらすじ

### 状況
宇宙空間を航行する恒星間マンモスタンカー・レビアタン号は、ゼム油560000トンを積載し、アルタイルより地球へと帰投する途中だった。
船内には船長と5人の船員たちが共同生活を送っていた。宇宙船内で長期間、限られた人員が閉ざされた環境で共同生活を送る必要があったため、異常な精神状態になることは避けられなかった。そのため些細な行き違いから起こる仲間割れ、反乱、暴動という悲劇がつきものとなっていた。

### 序盤
レビアタン号の任務自体は順調そのものだったが、やはりクルー達の精神状態は限界に達しており、人間関係に亀裂が入り始めていた。特に生真面目なキヤマと短気なヒノは明確に対立し始め、些細な事で言い争いを始めるようになっていた。
そんな時にヒョイと現れ、更に皆の気持ちを掻きむしる様な言動を取る船員・ミズモリ。彼はクルー全員から嫌われている「イヤな奴」であった。

### 中盤
やがて彼の行動はエスカレートし、船員達の船内賭博を本社に通報したり、キンダイチのペットのムックを食べたり、船長が熱中していた三次元クロスワードを勝手に解くなどし、とうとうクルー達の怒りは限界に達する。袋叩きにされてもミズモリは全く堪えた様子が無く、そればかりか機関室に立てこもり、原子炉を占拠するという暴挙に出る。他のクルーはミズモリを監視するが、ミズモリは全く隙を見せず一向に状況は打開できない。その一方でクルー達はミズモリという共通の脅威を前に団結しており、あれほど憎み合っていたキヤマとヒノの間にすら結束が生まれていた。

### 結末
やがて船は地球に到達する。しかしミズモリは逮捕されるどころか、ニホン宙運の本社で役員から大金を受け取っていた。人間は共通の敵の前で最も強く結束する。その習性を利用し、全員にとっての「イヤな奴」を演じて人員の結束を作り出す宇宙時代のビジネス「にくまれ屋」が存在した。彼こそがその「にくまれ屋」を営む人間だったのだ。ミズモリは食べたと言っていたムックをキンダイチに返すように役員に頼み、次の仕事へと向かう。

## 登場人物
ミズモリ
整備士。不気味な笑い癖や人を煽り立てる様な言動ばかり取り、賭け事に強く一人勝ち。得体の知れない人間と思われており、どの仲間からも嫌われている「イヤな奴」。明確に対立し始めたキヤマとヒノもミズモリがイヤな奴ということにかけては意見が一致している。地球に帰還目前となった頃、突如機関室に閉じこもり謎の行動をとり始める。
キヤマ
船長の片腕の航宙士。生真面目で堅物であり、短気なヒノ機関主任と対立し始め、揉め事を起こすなど問題も多い。貧乏揺すりの癖がある。
キンダイチ
通信士。キヤマを信頼しており、穏健派ではあるが、キヤマと対立するヒノからはキヤマの腰巾着と言われてしまう。アルタイルから連れ帰ったアルタイル犬（ムックと名づけられている）の世話をしている。
ヒノ
機関主任。血の気が多く、口が悪い。やつあたりすることもある。反りの合わないキヤマと対立し始めている。
ドイ
機関助手。表立って争う姿勢は見せないがキヤマの些細な「指摘」にはいい加減うんざりしており、主任のヒノに従っている。歯をせせる癖がある。
船長
レビアタン号の船長。クルーの人間関係には細心の注意を払っているが、自身も長期渡航に疲れ果てており関係の管理には粗が多い。三次元クロスワード（X軸、Y軸、Z軸があるクロスワード）に凝っている。石頭なところがある。
実写ドラマ版では「ツキシマ」と名付けられている。
ニホン宙運役員
ニホン宙運本社の役員。レビアタン号の任務を成功させるべく「にくまれ屋」のミズモリを雇った。
原作では男性だが実写ドラマ版では女性となっており、ミズモリが取り出したムックに驚愕している。

## ドラマ版
藤子・F・不二雄 SF短編ドラマの1作としてドラマ化。2023年6月11日放送。
出演
- 増田貴久 - ミズモリ、ムックの声
- 萩原聖人 - ヒノ
- 野間口徹 - キヤマ
- 浅利陽介 - ドイ
- 飯島寛騎 - キンダイチ
- 竹中直人 - 船長ツキシマ
- 吉田ウーロン太 - 警官
- 酒井若菜 - 本社役員